# 2020 au cinéma
| Années du cinéma : 2017 - 2018 - 2019 - 2020 - 2021 - 2022 - 2023    |
| Décennies du cinéma : 1990 - 2000 - 2010 - 2020 - 2030 - 2040 - 2050 |

Cet article présente les faits marquants de l'année 2020 au cinéma.

## Événements
L’épidémie de Covid-19 cause la fermeture de nombreux cinémas à plusieurs reprises à travers le monde durant l’année. La baisse de fréquentation des salles de cinéma a entrainé une forte augmentation de la consommation de contenus en streaming.

## Festivals
- du 20 février au 1er mars : 70e Berlinale ;
- du 30 mars au 4 avril : 28e festival international du film d'Aubagne Music & Cinema, dématérialisé[3],[4] ;
- : 73e festival de Cannes, annulé en raison de la pandémie de Covid-19 ;
- du 3 au 11 juillet : Festival international du film fantastique de Neuchâtel 2020, dématérialisé, Hors-série (l'événement aurait dû marqué son 20e anniversaire) ;
- du 2 au 12 septembre : 77e Mostra de Venise ;
- du 10 au 18 octobre : 12e Festival Lumière à Lyon ;
- 31 octobre au 5 novembre : 39e Festival du cinéma international en Abitibi-Témiscamingue.

## Récompenses

### Oscars
92e cérémonie des Oscars a lieu le 9 février 2020 à Los Angeles.

### Golden Globes
77e cérémonie des Golden Globes a lieu le 5 janvier 2020 à Los Angeles.

### César
45e cérémonie des César se déroule le 28 février 2020 à Paris.

## Films sortis hors des salles
De nombreux films français et étrangers ne sont pas sortis en salles mais directement sur plateforme de SVOD, de VOD, ou en DVD.
| Film                                            | Réalisation                                 | Pays         | Sortie      |
| ----------------------------------------------- | ------------------------------------------- | ------------ | ----------- |
| 37 seconds                                      | Mitsuyo Miyazaki                            | Japon        | Netflix     |
| 40 ans, toujours dans le flow                   | Radha Blank                                 | États-Unis   | Netflix     |
| 7. Koğuştaki Mucize                             | Mehmet Ada Öztekin                          | Turquie      | Netflix     |
| American Pickle                                 | Brandon Trost                               | États-Unis   | Canal+      |
| Adolescence explosive                           | Brian Duffield                              | États-Unis   | PremiereMax |
| All Day and a Night                             | Joe Robert Cole                             | États-Unis   | Netflix     |
| Ammonite                                        | Francis Lee                                 | Royaume-Uni  | Canal+      |
| Artemis Fowl                                    | Kenneth Branagh                             | États-Unis   | Disney+     |
| Assiégés                                        | Rod Lurie                                   | États-Unis   | DVD         |
| The Assistant                                   | Kitty Green                                 | États-Unis   | UniversCiné |
| Bad Education                                   | Cory Finley                                 | États-Unis   | OCS         |
| Baisers perdus                                  | Sunder Pal                                  | Inde         | UniversCiné |
| Balle perdue                                    | Guillaume Pierret                           | France       | Netflix     |
| La Bataille de Jangsari                         | Kwak Kyung-taek                             | Corée du Sud | DVD         |
| La Bête                                         | Ludovico Di Martino                         | Italie       | Netflix     |
| Big Time Adolescence                            | Jason Orley                                 | États-Unis   | UniversCiné |
| Le Blues de Ma Rainey                           | George C. Wolfe                             | États-Unis   | Netflix     |
| Borat, nouvelle mission filmée                  | Jason Woliner                               | États-Unis   | Prime Video |
| The Boys in the Band                            | Joe Mantello                                | États-Unis   | Netflix     |
| Bull                                            | Annie Silverstein                           | États-Unis   | Filmo       |
| Burden                                          | Andrew Heckler                              | États-Unis   | PremiereMax |
| Chez moi                                        | Àlex Pastor et David Pastor                 | Espagne      | Netflix     |
| Cicada                                          | Matthew Fifer et Kieran Mulcare             | États-Unis   | UniversCiné |
| La Cité du désir                                | Marília Hughes Guerreiro et Cláudio Marques | Brésil       | UniversCiné |
| Clouds                                          | Justin Baldoni                              | États-Unis   | Disney+     |
| Code 7500 - Un avion en détresse                | Patrick Vollrath                            | Allemagne    | Prime Video |
| Come Play                                       | Jacob Chase                                 | États-Unis   | UniversCiné |
| Da 5 Bloods : Frères de sang                    | Spike Lee                                   | États-Unis   | Netflix     |
| De chair et d'os                                | Fernando González Molina                    | Espagne      | Netflix     |
| Des vampires dans le Bronx                      | Osmany Rodriguez                            | États-Unis   | Netflix     |
| Les Désaccords du cœur                          | Richard Tanne                               | États-Unis   | Prime Video |
| Le Diable, tout le temps                        | Antonio Campos                              | États-Unis   | Netflix     |
| Le Domaine                                      | Roberto De Feo                              | Italie       | Netflix     |
| Dreamland                                       | Nicolaas Zwart                              | États-Unis   | PremiereMax |
| Emma.                                           | Autumn de Wilde                             | Royaume-Uni  | UniversCiné |
| Enola Holmes                                    | Harry Bradbeer                              | Royaume-Uni  | Netflix     |
| Eurovision Song Contest: The Story of Fire Saga | David Dobkin                                | États-Unis   | Netflix     |
| Fini de jouer                                   | Evan Morgan                                 | Canada       | UniversCiné |
| Franky                                          | Keith Behrman                               | Canada       | Prime Video |
| Le Gang Kelly                                   | Justin Kurzel                               | Australie    | DVD         |
| Le Goût de la haine                             | Jan Komasa                                  | Pologne      | Netflix     |
| La Grande Traversée                             | Steven Soderbergh                           | États-Unis   | Canal+      |
| Greed                                           | Michael Winterbottom                        | Royaume-Uni  | Filmo       |
| Gretel et Hansel                                | Oz Perkins                                  | États-Unis   | Canal VOD   |
| Guest of Honour                                 | Atom Egoyan                                 | Canada       | OCS         |
| His House                                       | Remi Weekes                                 | Royaume-Uni  | Netflix     |
| L'Histoire personnelle de David Copperfield     | Armando Iannucci                            | Royaume-Uni  | Prime Video |
| L'Homme du président                            | Woo Min-ho                                  | Corée du Sud | DVD         |
| L'Homme sans pitié                              | Renato De Maria                             | Italie       | Netflix     |
| J'espère que tu crèveras la prochaine fois      | Mihály Schwechtje                           | Hongrie      | DVD         |
| Le Jardin secret                                | Marc Munden                                 | Royaume-Uni  | Canal+      |
| Je ne suis plus là                              | Fernando Frías de la Parra                  | Mexique      | Netflix     |
| Je veux juste en finir                          | Charlie Kaufman                             | États-Unis   | Netflix     |
| Je veux manger ton pancréas                     | Shō Tsukikawa                               | Japon        | Netflix     |
| La Loi de la jungle                             | Max Winkler                                 | États-Unis   | UniversCiné |
| Le Lien du sang                                 | Tatsushi Ōmori                              | Japon        | Netflix     |
| Loin de moi, près de toi                        | Jun'ichi Satō                               | Japon        | Netflix     |
| Love and Monsters                               | Michael Matthews                            | États-Unis   | Netflix     |
| Made in Italy                                   | James D'Arcy                                | Royaume-Uni  | Canal+      |
| Mank                                            | David Fincher                               | États-Unis   | Netflix     |
| Minuit dans l'univers                           | George Clooney                              | États-Unis   | Netflix     |
| La Mission                                      | Paul Greengrass                             | États-Unis   | Netflix     |
| Mon oncle Frank                                 | Alan Ball                                   | États-Unis   | Prime Video |
| Monsoon                                         | Hong Khaou                                  | Royaume-Uni  | UniversCiné |
| Mosul                                           | Matthew Michael Carnahan                    | États-Unis   | Netflix     |
| Mogul Mowgli                                    | Bassam Tariq                                | Royaume-Uni  | OCS         |
| Mulan                                           | Niki Caro                                   | États-Unis   | Disney+     |
| N'écoute pas                                    | Ángel Gómez Hernández                       | Espagne      | Netflix     |
| The Nest                                        | Sean Durkin                                 | Canada       | Canal+      |
| Ni no kuni                                      | Yoshiyuki Momose                            | Japon        | Netflix     |
| Nuestras madres                                 | César Díaz                                  | Belgique     | OCS         |
| The Old Guard                                   | Gina Prince-Bythewood                       | États-Unis   | Netflix     |
| L'Ombre de la violence                          | Nick Rowland                                | Royaume-Uni  | DVD         |
| On the Rocks                                    | Sofia Coppola                               | États-Unis   | Apple TV+   |
| One Night in Miami                              | Regina King                                 | États-Unis   | Prime Video |
| Palm Springs                                    | Max Barbakow                                | États-Unis   | Prime Video |
| Pieces of a Woman                               | Kornél Mundruczó                            | Canada       | Netflix     |
| La Plateforme                                   | Galder Gaztelu-Urrutia                      | Espagne      | Netflix     |
| Possessor                                       | Brandon Cronenberg                          | Canada       | DVD         |
| Pour l'amour de Sylvie                          | Eugene Ashe                                 | États-Unis   | Prime Video |
| The Roads Not Taken                             | Sally Potter                                | Royaume-Uni  | UniversCiné |
| Sacrées Sorcières                               | Robert Zemeckis                             | États-Unis   | Canal+      |
| Saint Maud                                      | Rose Glass                                  | Royaume-Uni  | Canal+      |
| Selah & the Spades                              | Tayarisha Poe                               | États-Unis   | Prime Video |
| Les Sept de Chicago                             | Aaron Sorkin                                | États-Unis   | Netflix     |
| Sergio                                          | Greg Barker                                 | États-Unis   | Netflix     |
| Si tu savais...                                 | Alice Wu                                    | États-Unis   | Netflix     |
| Soul                                            | Pete Docter                                 | États-Unis   | Disney+     |
| Synchronic                                      | Justin Benson                               | États-Unis   | Netflix     |
| Tigertail                                       | Alan Yang                                   | États-Unis   | Netflix     |
| Tomiris                                         | Akan Satayev                                | Kazakhstan   | DVD         |
| Ton nom en plein cœur                           | Liu Kuang-hui                               | Taiwan       | Netflix     |
| Tous nos jours parfaits                         | Brett Haley                                 | États-Unis   | Netflix     |
| La Traversée                                    | Johanne Helgeland                           | Norvège      | UniversCiné |
| Un soleil                                       | Chung Mong-hong                             | Taiwan       | Netflix     |
| Une ode américaine                              | Ron Howard                                  | États-Unis   | Netflix     |
| The Vast of Night                               | Andrew Patterson                            | États-Unis   | Prime Video |
| La Vie devant soi                               | Edoardo Ponti                               | Italie       | Netflix     |
| La Vie que nous voulions                        | Ulrike Kofler                               | Autriche     | Netflix     |
| Waiting for the Barbarians                      | Ciro Guerra                                 | États-Unis   | DVD         |
| The Way Back                                    | Gavin O'Connor                              | États-Unis   | UniversCiné |
| Wonder Woman 1984                               | Patty Jenkins                               | États-Unis   | Canal+      |

## Principaux décès

### Premier trimestre
- 5 février : Kirk Douglas, acteur, producteur, réalisateur et écrivain américain (° 9 décembre 1916).
- 13 février : Liliane de Kermadec, réalisatrice et scénariste française (° 6 octobre 1928).
- 12 mars : Tonie Marshall, actrice et réalisatrice franco-américaine (° 28 novembre 1951).
- 24 mars : Odile Schmitt, actrice française de doublage, voix française d'Eva Longoria (° 5 novembre 1956)

### Deuxième trimestre
- 29 avril : Irfan Khan, acteur indien (° 7 janvier 1967).
- 12 mai : Michel Piccoli, acteur français, producteur, réalisateur et scénariste français (° 27 décembre 1925).
- 16 juin : Patrick Poivey, acteur français, comédien de doublage et voix française de Bruce Willis (° 18 février 1948).
- 19 juin : Sir Ian Holm, acteur britannique (° 12 septembre 1931).

### Troisième trimestre
- 8 juillet : Naya Rivera, actrice américaine (° 12 janvier 1987).
- 12 juillet : Kelly Preston, actrice, scientologue américaine et femme de John Travolta (° 13 octobre 1962).
- 26 juillet : Olivia de Havilland, actrice britannique de naissance, naturalisée américaine puis française (° 1er juillet 1916).
- 30 juillet : Djemel Barek, acteur et scénariste franco-algérien (° 18 décembre 1963).
- 28 août : Chadwick Boseman, acteur américain (° 29 novembre 1976).
- 4 septembre : Annie Cordy, actrice, chanteuse et meneuse de revue belge (° 16 juin 1928).
- 10 septembre : dame Diana Rigg, actrice britannique (° 20 juillet 1938).
- 11 septembre : Roger Carel, acteur et doubleur français (° 14 août 1927).
- 21 septembre : Michael Lonsdale, acteur et auteur franco-britannique (° 24 mai 1931).

### Quatrième trimestre
- 31 octobre : Sir Sean Connery, acteur et producteur britannique (° 25 août 1930)
- 22 décembre : Claude Brasseur, acteur français (° 15 juin 1936)
- 31 décembre : Robert Hossein, réalisateur, acteur, scénariste, dialoguiste et metteur en scène français (° 30 décembre 1927)